# Porc-Epicgrot
De Porc-Epicgrot (Frans: grotte du Porc-Épic, "grot van het stekelvarken" Engels: Porc Epic Cave) is een archeologische vindplaats in Dire Dawa, Oromia, Ethiopië. De site dateert uit de Middle Stone Age en bevat uitgebreid bewijs van microlithische gereedschappen, botten en faunaresten. De lithische assemblages laten zien dat de bewoners destijds goed georganiseerd waren met hun omgeving. Er zijn ook rotstekeningen en bewijs voor okerverwerking. 
De site werd in 1920 ontdekt door Henry de Monfreid en Pierre Teilhard de Chardin. Henri Breuil en Paul Wernert voerden de eerste opgraving uit in 1933, van 1974 tot 1976 gevolgd door J. Desmond Clark en K.D. Williamson. Hierop volgde een opgraving in 1998. De Porc-Epicgrot biedt inzicht in het gedrag en de technische mogelijkheden van vroege moderne mensen in Oost-Afrika tijdens de Middle Stone Age.

## Geografische, ecologische en geologische kenmerken

### Geografie
De Porc-Epic Cave is gelegen tussen het Ethiopisch Hoogland en de Danakildepressie. Het ligt twee kilometer ten noordoosten van Babo Terara en drie kilometer ten zuiden van Dire Dawa. Het ligt 140 meter boven de wadi Laga Dächatu, vlak bij de top van de Garad Erer-heuvel. De grotopening bevindt zich aan de voet van een kalkstenen klif uit het Boven-Jura. 

### Omgeving
Ten tijde van de bewoning van de grot was het Porc-Epic-gebied een door grasland gedomineerd leefgebied. De aanwezigheid van faunaresten van waterafhankelijke dieren, zoals rietbokken en kafferbuffels, impliceert dat er dicht bij de locatie een waterbron was. Door bewoners en dieren werden waarschijnlijk de bronnen van Lägädol en Lägäharre gebruikt, evenals de Dächatu-rivier. De Dächatu is tegenwoordig alleen waterhoudend tijdens de regenseizoenen. Porc-Epic ligt op een steile helling en biedt een weids uitzicht op de omliggende valleien. De bewoners hebben mogelijk voor de jacht gebruik gemaakt van de vallei rond de grot. 

### Stratigrafische geschiedenis
Porc-Epic Cave werd gevormd door oplossing en instorting van de kalksteen. In de eerste fase ontstond door beekactiviteit kalkhoudende klei en zand. De blaasjesstructuur en resten van uitwerpselen bewijzen dat termieten destijds actief waren in de grot. In de tweede fase verplaatste de kalkhoudende klei zich naar boven, waardoor grotbreccies en kalksteenpuin ontstonden. De derde fase bevatte de MSA-artefacten in de grotbreccie. Onder de breccie en de druipsteen bevonden zich drie overgangssteenhorizonten. Alleen de laagste bevatte fossiele botten en artefacten. Tijdens de vierde fase vormde zich druipsteen welke het vorige niveau afsloot. Artefacten uit die periode waren niet aanwezig en de grot werd waarschijnlijk verlaten omdat deze te nat was voor bewoning. In de zesde fase werd de grot droger en kwam de druipsteenvorming tot stilstand. De bewoning in de grot werd in de zevende fase hervat. De grotformatie bedekte de oudere afzettingen en droeg zowel microlieten als aardewerk. Ook de grotschilderingen worden aan deze laag toegeschreven.

## Geschiedenis van het onderzoek
H. Breuil en P. Wernet voerden in 1933 de eerste opgraving uit en concentreerden zich grotendeels op de ingang van de grot. Tijdens deze opgraving was er een overvloed aan obsidiaan- en basaltartefacten. Tot de artefacten uit de Later Stone Age behoorden 27 potscherven en een microlithische assemblage. Er werd ook een menselijk kaakfragment blootgelegd waarvan de vinders verklaarden dat het "zowel neanderthaler- als niet-neanderthaler-kenmerken" had.   
Gedurende 1974 tot 1976 werd het grootste deel van de grot opgegraven door J. Desmond Clark en KD Williamson. Een grote verzameling stenen werktuigen werden gevonden, evenals duizenden faunaresten. Tijdens de reeks opgravingen werden in totaal 5.146 items ontdekt. Op basis van het feit dat er naast de lithische assemblages ook fauna werd blootgelegd, concludeerden de opgravers dat Porc-Epic tijdens de herfst en/of lente een seizoensgebonden jachtkamp was.  
In 1998 vond een samenwerkingsproject plaats tussen de Franse MNHN en de Autoriteit voor Onderzoek en Behoud van Cultureel Erfgoed (ARCCH) van Ethiopië met betrekking tot veldwerk op de locatie. 

## Vondsten

### Okerverwerking en rotskunst
Residuen van oker werden gevonden op een verscheidenheid aan kalksteen-, zandsteen-, granitoïde- en kwartsietwerktuigen. Ze duiden op onbedoelde vlekken, ongeacht of het gereedschap in contact kwam met okerkleurig poeder of met een persoon met bevlekte handen. Het bruingele of rode pigment dat werd geproduceerd wordt vaak gebruikt in prehistorische kunstwerken. Er zijn rotstekeningen op de grotwanden geïdentificeerd, en uit onderzoek bleek dat de kunst ouder was dan de vorming van de meest recente stalagmieten van de archeologische niveaus. Hoewel de schilderingen sterk vervaagd waren, werd er beschreven dat ze een schematische stijl hadden.
De Porc-Epic-bewoners gebruikten verschillende rotsen voor hun slijpstenen. Slijpstenen gemaakt van zachte rotsen zoals kalksteen produceerden een lichter poeder. Slijpstenen gemaakt van harde rotsen, zoals basalt, resulteren in kleine deeltjes die van het gereedschap afkomstig zijn. Dit suggereert dat de verscheidenheid aan gesteentesoorten die voor slijpstenen werden gebruikt, gebaseerd was op de behoeften van de bewoners. Verschillen in consistentie, kleur en korrelgrootte kunnen verband houden met het doel ervan. Fijn okerpoeder is, vergeleken met ruwer, meer geschikt voor cosmetisch gebruik zoals lichaamsbeschildering. Oker met gemengde korrelgrootte zou zijn gebruikt bij activiteiten zoals het bevestigen van stelen aan werktuigen. Het gebruik van verschillende grondstoffen onder de slijpgereedschappen geeft aan dat oker in de grot werd verwerkt om een verscheidenheid aan activiteiten uit te voeren en mogelijk ook symbolisch gebruik diende. 

### Gereedschap
Het stenen gereedschap bij Porc-Epic bestaat voornamelijk uit afslagen en klingen. Hoewel het doel van de gereedschappen onduidelijk is, bestaan de assemblages voornamelijk uit geretoucheerde punten. Gevormde gereedschappen vormden 4% van de lithische assemblage. Hiervan waren 88% punten en schrabbers. Puntige werktuigen geven aan dat de grot fungeerde als jachtkamp in de seizoenen dat er veel wild aanwezig was. Andere gereedschappen vertonen lineaire afdrukken, wat impliceert dat ze werden gebruikt als retoucheermiddel door middel van schrapen en slaan tegen lithische randen. In Porc-Epic werden diverse gesteentetypes gebruikt voor gereedschappen, hetgeen aangeeft dat ze met lokale en niet-lokale middelen werden vervaardigd. Sommige gereedschappen tonen dat het materiaal was gevonden tijdens het verkennen van het landschap of via handel met naburige groepen. 

#### Obsidiaan
Obsidiaan is een geliefd materiaal voor de productie van stenen werktuigen. De verplaatsing ervan kan van een bron tot aan de archeologische vindplaats worden getraceerd. Obsidiaanartefacten vormen 5,5% van de totale lithische assemblage, maar het dominante materiaal dat tijdens de opgravingen werd gevonden was vuursteen. Er is geen directe obsidiaan-ontsluiting in de buurt van de locatie, daarom veronderstelden de archeologen tijdens de opgravingen in 1974 dat het materiaal van ver werd verkregen. Jaren later onthulde een chemische analyse van het obsidiaan drie bronnen: Assebot, Kone en Ayelu. Ayelu ligt vlak bij de stad Gewane, 150 km ten noordwesten van Porc-Epic, Assebot ligt op een vergelijkbare afstand en Kone ligt 250 km naar het westen. De resultaten ondersteunen de eerdere vaststelling dat het materiaal niet afkomstig was van de locatie, maar plaats daarvan over lange afstanden werd vervoerd.

### Fauna en menselijke resten
In de Porc-Epicgrot zijn een aantal faunaresten blootgelegd. Uit een tafonomische analyse bleek dat mensen in de eerste plaats verantwoordelijk waren voor de karkassen van fauna en de ophoping van botten in de grot. Hoewel onderzoekers sommige exemplaren niet konden identificeren, varieerden de overige van kleine tot grote zoogdieren. Skeletfragmenten van hazen, rotsklipdassen, zebra's, gazellen en een buffel werden opgegraven. Kleine tandjes en tandafdrukken werden toegeschreven aan kleine knaagdieren. De menselijke botresten omvatten een onderkaak. Door het geringe aantal skeletresten ligt het bewijs van menselijke bewoning in gereedschappen, rotsschilderingen en kadavers van dieren. De grote verzameling faunamateriaal impliceert dat vroege mensen de prooi ook uit andere gebieden verzamelden. De hoge ligging van de grot maakte deze ongeschikt als plaats waar de prooi gedood werd. De overblijfselen geven inzicht in het foerageergedrag van de vroege mensen in de regio.

### Symbolische innovatie
Bij Porc-Epic zijn honderden opercula van de terrestrische buikpotige Revoilia guillainopsis gevonden. De opercula hebben een gaatje in het midden waardoor ze op schijfkralen lijken. Hun aanwezigheid kan niet worden uitgelegd door natuurlijke processen, noch waren ze een voedselbron. De opercula hadden in plaats daarvan een symbolisch belang, aangezien de archeologische context suggereert dat ze als kralen werden gebruikt.  